# 顔アニ

顔アニ(Kaoani)は、笑顔が浮いているように上下に揺れている小さなアニメーションである。日本語の「顔」と「アニメ」を略した言葉である。日本で生まれた。「パフ」、「アニメブロブス」、「アニ顔」、「アニメエモティコン」等とも呼ばれる。
顔アニは、動物、おにぎり等の食品、漫画のキャラクター等の形を取ることがある。多くは、踊る、笑う、応援する等の特定の行動を行うアニメーションがついている。
顔アニのファイルフォーマットは、通常GIFであるが、APNGの場合もある。顔アニは、インターネットフォーラム、MySpaceのプロフィール、ブログ、Windows Live Messenger等で、感情を表現するためやアバターとして用いられる。

## 例
- Kaoani emoticons
- Mood icons
- Kaoani gifs
- Kaoani gifs
- Kaoani collection
- Kaoani tutorial